# 化学物質の和名
今日では、新しく化学物質の和名をつける場合、学術的には化学構造に基づいてIUPAC命名法に従って英語名を与え、これを日本化学会化合物命名小委員会が制定する命名規則にしたがって日本語に字訳する。ただし、IUPAC名は長く複雑で、一般には分かりにくいため、研究者や企業が自由に命名した名称が一般に通用することも多い。
一方、IUPAC命名法が広まる以前には、化学物質には多様な和名が使われており、一部は現在でも普通に使われている。IUPAC以前の化学物質の和名も大部分は外国語に由来するが、命名方法としては、原語をそのまま利用したもの、原語の意味を翻訳したもの、原語を音や綴りを字訳したものなど、多様な方法がとられている。
無機化合物は古来から顔料や漢方薬として使われていたため、「鉛丹」や「甘汞」などのように、中国などから伝来した際の漢名をそのまま、あるいは多少変更して和名とされたものも多い。
日本で考案された和名としては、江戸時代後期の蘭学者宇田川榕菴による「水素」「酸素」などが知られる。これらは原語の意味から翻訳したものである。
明治以降では、外国語名を音写して漢字名称としたものが多く用いられた。これらの多くは現在では使用されていないが、「硫酸安母紐謨」（硫酸アンモニウム）を省略した「硫安」などは現在でもよく使われている。

## 例
実際には純物質を示していない場合がある。外国語名の当て字を含む。
| 和名または慣用名         | よみ             | 現在の一般名                  |
| ------------------------ | ---------------- | ----------------------------- |
| 亜鉛華                   | あえんか         | 酸化亜鉛                      |
| 亞篤魯必涅               | あとろぴん       | アトロピン                    |
| 亞剥莫兒比涅             | あぽもるひね     | アポモルヒネ                  |
| 亞爾加里                 | あるかり         | アルカリ                      |
| 亞爾加魯乙度             | あるかろいど     | アルカロイド                  |
| 亞爾基爾                 | あるきる         | アルキル                      |
| 亞爾箇保爾（亞爾箇保兒） | あるこほる       | アルコール                    |
| 亞爾密紐謨               | あるみにうむ     | アルミニウム                  |
| 安知必林                 | あんちぴりん     | アンチピリン                  |
| 安知歇貌林               | あんちへぶりん   | アセトアニリド                |
| 安質母尼                 | あんちもに       | アンチモン                    |
| 安知母紐謨               | あんちもにうむ   | アンチモン                    |
| 安母尼亞                 | あんもにあ       | アンモニア                    |
| 安母紐謨                 | あんもにうむ     | アンモニウム                  |
| 依斯的爾                 | えすてる         | エステル                      |
| 依的兒                   | えてる           | エーテル                      |
| 塩安                     | えんあん         | 塩化アンモニウム              |
| 塩加                     | えんか           | 塩化カリウム                  |
| 鹽酸（塩酸）             | えんさん         | 塩酸                          |
| 鉛丹                     | えんたん         | 四酸化三鉛                    |
| 塩剥                     | えんぽつ         | 塩素酸カリウム                |
| 黄鉛                     | おうえん         | クロム酸鉛                    |
| 黄血塩                   | おうけつえん     | ヘキサシアノ鉄(II)酸カリウム  |
| 黄降汞                   | おうこうこう     | 酸化水銀                      |
| 苛性加里                 | かせいかり       | 水酸化カリウム                |
| 苛性曹達                 | かせいそうだ     | 水酸化ナトリウム              |
| 羯布羅                   | かつふら         | カンファー                    |
| 果糖                     | かとう           | フルクトース                  |
| 咖啡涅                   | かふぇいん       | カフェイン                    |
| 加𠌃謨                   | かりゅうむ       | カリウム                      |
| 加爾基                   | かるき           | さらし粉                      |
| 加爾叟謨                 | かるしうむ       | カルシウム                    |
| 甘汞                     | かんこう         | 塩化水銀(I)                   |
| 規尼涅                   | きにね           | キニーネ                      |
| 枸櫞酸                   | くえんさん       | クエン酸                      |
| 倔里設林                 | ぐりせりん       | グリセリン                    |
| 結麗阿曹篤               | くれあそと       | クレオソート                  |
| 格羅謨                   | くろむ           | クロム                        |
| 格魯刺爾（格魯拉爾）     | くろらる         | クロラール                    |
| 格魯兒                   | くろる           | 塩素                          |
| 纈草酸                   | けっそうさん     | 吉草酸                        |
| 黒降汞                   | こくごうこう     | 酸化水銀                      |
| 古加乙涅                 | こかいん         | コカイン                      |
| 𠹭囉仿謨                 | ころろほるむ     | クロロホルム                  |
| 醋酸（酢酸）             | さくさん         | 酢酸                          |
| 薩葛林                   | さっかりん       | サッカリン                    |
| 撒里失爾酸               | さりちるさん     | サリチル酸                    |
| 三酸素                   | さんさんそ       | オゾン                        |
| 酸素                     | さんそ           | 酸素                          |
| 酒精                     | しゅせい         | エタノール                    |
| 酒石酸                   | しゅせきさん     | 酒石酸                        |
| 蓚酸                     | しゅうさん       | シュウ酸                      |
| 重曹                     | じゅうそう       | 炭酸水素ナトリウム            |
| 硝安                     | しょうあん       | 硝酸アンモニウム              |
| 沼気                     | しょうき         | メタン                        |
| 笑気                     | しょうき         | 亜酸化窒素                    |
| 昇汞                     | しょうこう       | 塩化水銀(II)                  |
| 硝酸                     | しょうさん       | 硝酸                          |
| 硝石                     | しょうせき       | 硝酸カリウム                  |
| 消石灰                   | しょうせっかい   | 水酸化カルシウム              |
| 樟脳                     | しょうのう       | カンファー                    |
| 蔗糖                     | しょとう         | スクロース                    |
| 水素                     | すいそ           | 水素                          |
| 青酸                     | せいさん         | シアン化水素                  |
| 生石灰                   | せいせっかい     | 酸化カルシウム                |
| 青素                     | せいそ           | ジシアン                      |
| 石蝋                     | せきろう         | パラフィン                    |
| 赤血塩                   | せっけつえん     | ヘキサシアノ鉄(III)酸カリウム |
| 石膏                     | せっこう         | 硫酸カルシウム                |
| 石炭酸                   | せきたんさん     | フェノール                    |
| 赤礬                     | せきばん         | 硫酸コバルト                  |
| 蒼鉛                     | そうえん         | ビスマス                      |
| 曹達                     | そうだ           | ナトリウム                    |
| 曹達灰                   | そうだばい       | 炭酸ナトリウム                |
| 爹兒                     | たーる           | タール                        |
| 炭安                     | たんあん         | 炭酸アンモニウム              |
| 胆礬                     | たんばん         | 硫酸銅(II)五水和物            |
| 窒素                     | ちっそ           | 窒素                          |
| 知母爾                   | ちもる           | チモール                      |
| 那篤𠌃謨                 | なとりうむ       | ナトリウム                    |
| 那兒古質涅               | なるこちん       | ナルコチン                    |
| 乳糖                     | にゅうとう       | ラクトース                    |
| 尿酸                     | にょうさん       | 尿酸                          |
| 尿素                     | にょうそ         | 尿素                          |
| 麦芽糖                   | ばくがとう       | マルトース                    |
| 薄荷脳                   | はっかのう       | メントール                    |
| 白降汞                   | はっこうこう     | アミノ塩化第二水銀            |
| 拔𠌃謨                   | ばりうむ         | バリウム                      |
| 拔爾撒謨                 | ばるさむ         | バルサム                      |
| 礬土                     | ばんど           | 酸化アルミニウム              |
| 菲沃斯質亞密涅           | ひよすちあみん   | ヒヨスチアミン                |
| 菲沃斯質涅               | ひよすちん       | ヒヨスチン                    |
| 弗素                     | ふっそ           | フッ素                        |
| 葡萄糖                   | ぶどうとう       | グルコース                    |
| 貌羅謨                   | ぶらむ           | 臭素                          |
| 別利𠌃謨                 | べりりうむ       | ベリリウム                    |
| 偏蘇兒                   | べんぞる         | ベンゼン                      |
| 硼砂                     | ほうしゃ         | 四ホウ酸ナトリウム10水和物    |
| 芒硝                     | ぼうしょう       | 硫酸ナトリウム                |
| 麻倔涅失亞               | まぐねしあ       | 酸化マグネシウム              |
| 麻倔涅叟謨               | まぐねしゅうむ   | マグネシウム                  |
| 満俺                     | まんがん         | マンガン                      |
| 満那                     | まんな           | マンニトール                  |
| 密陀僧                   | みつだそう       | 一酸化鉛                      |
| 明礬                     | みょうばん       | 硫酸アルミニウムカリウムなど  |
| 木精                     | もくせい         | メタノール                    |
| 没食子酸                 | もっしょくしさん | 没食子酸                      |
| 母里貌電（莫利貌電）     | もりぶでん       | モリブデン                    |
| 莫爾比涅                 | もるひね         | モルヒネ                      |
| 油酸                     | ゆさん           | オレイン酸                    |
| 沃素                     | ようそ           | ヨウ素                        |
| 沃度                     | ようど           | ヨウ素またはヨウ化物          |
| 沃度仿謨                 | ようどほるむ     | ヨードホルム                  |
| 沃剥                     | ようぽつ         | ヨウ化カリウム                |
| 雷汞                     | らいこう         | 雷酸水銀                      |
| 利丟謨                   | りちゅうむ       | リチウム                      |
| 硫安                     | りゅうあん       | 硫酸アンモニウム              |
| 硫加                     | りゅうか         | 硫酸カリウム                  |
| 硫酸                     | りゅうさん       | 硫酸                          |
| 竜脳                     | りゅうのう       | ボルネオール                  |
| 緑礬                     | りょくばん       | 硫酸鉄(II)                    |
| 燐安                     | りんあん         | リン酸アンモニウム            |
| 燐酸                     | りんさん         | リン酸                        |
| 歴青                     | れきせい         | 炭化水素混合物                |
| 鹿角塩                   | ろっかくえん     | 炭酸アンモニウム              |

### 宇田川榕菴による翻訳語例
水素、ホウ素（蓬素）、炭素、窒素、酸素、フッ素（弗耳乙）、ナトリウム（曹達・ソーダ）、マグネシウム（苦土・クド）、アルミニウム（礬土・バンド）、ケイ素（珪土）、燐、硫黄、塩素、カリウム（加里・カリ）、カルシウム（加爾基・カルキ）、マンガン（満俺）、鉄（銕）、コバルト（箇抜爾多）、銅、亜鉛、ヒ素（砒素）、ストロンチウム（斯多侖知安土）、銀、錫、アンチモン（安質没尼）、バリウム（重土）、白金、金（黄金）、水銀、鉛、ビスマス（蒼鉛）